# Impatiens pulcherrima
Impatiens pulcherrima är en balsaminväxtart som beskrevs av Nicol Alexander Dalzell. Impatiens pulcherrima ingår i släktet balsaminer, och familjen balsaminväxter. Inga underarter finns listade i Catalogue of Life.